# ستيف كلاين
ستيف كلاين (بالإنجليزية: Steve Klein)‏ (11 مايو 1975 بإيفانسفيل في الولايات المتحدة - ) هو مدرب كرة قدم ولاعب كرة قدم أمريكي في مركز الوسط. لعب مع نيو إنجلاند ريفولوشن وتشارلستون بيتري وفانكوفر وايتكابس (نادي كرة قدم) وNashville Metros ‏ وBoston Bulldogs (soccer) ‏ وHershey Wildcats ‏.

## وصلات خارجية
- ستيف كلاين على موقع الدوري الأمريكي (الإنجليزية)
- ستيف كلاين على موقع قاعدة بيانات كرة القدم.إي يو (الإنجليزية)